# Arhynchobatidae
Arhynchobatidae är en familj i ordningen äggrockeartade rockor.
Tillhörande arter förekommer i alla kalla och tropiska hav och ibland besöks bräckt vatten. Skivan som utgör främre delen av kroppen har formen som en kvadrat eller en romb. Familjens medlemmar har många tänder. På skivans undersida finns 10 gälöppningar som är ordnade i par. På den smala svansen förekommer två små ryggfenor och en liten stjärtfena. Honor lägger ägg som skyddas av ett broskigt hölje.

## Systematik
- Tribus Arhynchobatini
  - Släkte Arhynchobatis, en art
  - Släkte Irolita, två arter
  - Släkte Psammobatis, 8 arter
  - Släkte Sympterygia, 4 arter
- Tribus Bathyrajini
  - Släkte Arctoraja, två arter
  - Släkte Bathyraja, 55 arter
  - Släkte Rhinoraja, 3 arter
- Tribus Riorajini
  - Släkte Atlantoraja, 3 arter
  - Släkte Rioraja, en art
- Tribus Pavorajini
  - Släkte Brochiraja, 8 arter
  - Släkte Insentiraja, två arter
  - Släkte Notoraja, 15 arter
  - Släkte Pavoraja, 6 arter
  - Släkte Pseudoraja, en art